# Condado de Phillips (Arkansas)
O Condado de Phillips é um dos 75 condados do estado americano do Arkansas. A sede do condado é Helena-West Helena.
O condado possui uma área de 1 883 km² (dos quais 91 km² estão cobertos por água), uma população de 26 445 habitantes, e uma densidade populacional de 7 hab/km² (segundo o censo nacional de 2000).
O condado foi fundado em 1 de maio de 1820.